# Juan Mathé de Luna
Juan Mathé de Luna. (1250 - 1299). Almirante de la flota castellana, Camarero Mayor y valido del Rey Sancho IV "el Bravo", y Almirante de Castilla por el Rey Fernando IV "el Emplazado". Algunos cronistas sitúan su nacimiento en Sevilla (donde está enterrado, aunque no es prueba contundente para tal afirmación), ya que su vínculo a la capital hispalense se debe al arraigo hacia sus dos hermanas que profesaban la religión. En 1250 viene al mundo de una ilustre familia, que dio personajes tan nombrados como el condestable Don Álvaro de Luna, (del Señorío de Alburquerque, Badajoz), figurando en la alta nobleza durante varios siglos y criándose junto al príncipe Don Sancho, hijo del rey Alfonso X el Sabio, aunque otro difieren en señalar que era originario de Aragón, ca. 1230–Sevilla, Corona de Castilla, 1299). Era un noble de raíz aragonesa, que fue nombrado en el vecino reino como el IX almirante de la flota castellana y por voluntad regia fue el I Señor de Huelva desde 1293, además de otorgarle la dignidad de camarero mayor del rey.
De Jefe de la Armada mantuvo la vigilancia de las costa desde Gibraltar hasta el Algarve, luchando mucho contra los moros en el mar, al cual le concedieron el título honorífico de Camarero Mayor, siendo mandado en 1294 a levantar el cerco que los moros tenían en Tarifa, que impidió los desembarcos de estos, lo que hizo retirarse a los moros que habían llegado de Málaga. 

## Biografía

### Origen familiar y primeros años
Juan Mathé de Luna había nacido hacia 1230 en alguna parte del reino de Aragón, siendo hijo de Fernán Mathé de Luna o bien Fernando Mate de Luna, que fue uno de los primeros alcaldes mayores de Sevilla y también su alguacil mayor, y de una mujer llamada Barela o bien Varela Ortega.

### Almirante de Castilla y mayorazgo
Fue un caballero aragonés y participó en la Reconquista de Sevilla en 1248. Fue nombrado mariscal por Fernando III y noveno almirante de Castilla por el rey Alfonso X.
En el repartimento de Sevilla, además de ser su alcalde mayor, recibió unas casas que entregó a las hermanas Leonor y María de Aragón para la fundación del Convento de Santa María de las Dueñas de religiosas cistercienses, el cual fue fundado en 1251, y situado frente al actual Palacio de las Dueñas.
En esta etapa adquirió una serie de casas en Sevilla, y castillos y heredamientos en Villalba, Nogales, Peñaflor, Lapizar, el Vado de las Estacas y otros lugares. Con esto, estableció un mayorazgo el 14 de diciembre de 1291.

### Señor de Huelva y defensa de Tarifa
En 1293 el rey Sancho IV lo nombró armero mayor y le otorgó el señorío de Huelva, lo que le obligaba a defender toda su costa. Como jefe de la Armada, defendió la costa desde el Algarve hasta el estrecho de Gibraltar, lo que logró que llevara a cabo arduos combates contra los musulmanes. Se le concedió también el título de camarero mayor del rey.
En 1294 los benimerines cercaron Tarifa y el rey envió a Juan Mathé para levantar el cerco. Desde el mar impidió el desembarco de los musulmanes y desde tierra, con sus tropas, impidió la llegada de tropas moras desde Málaga.

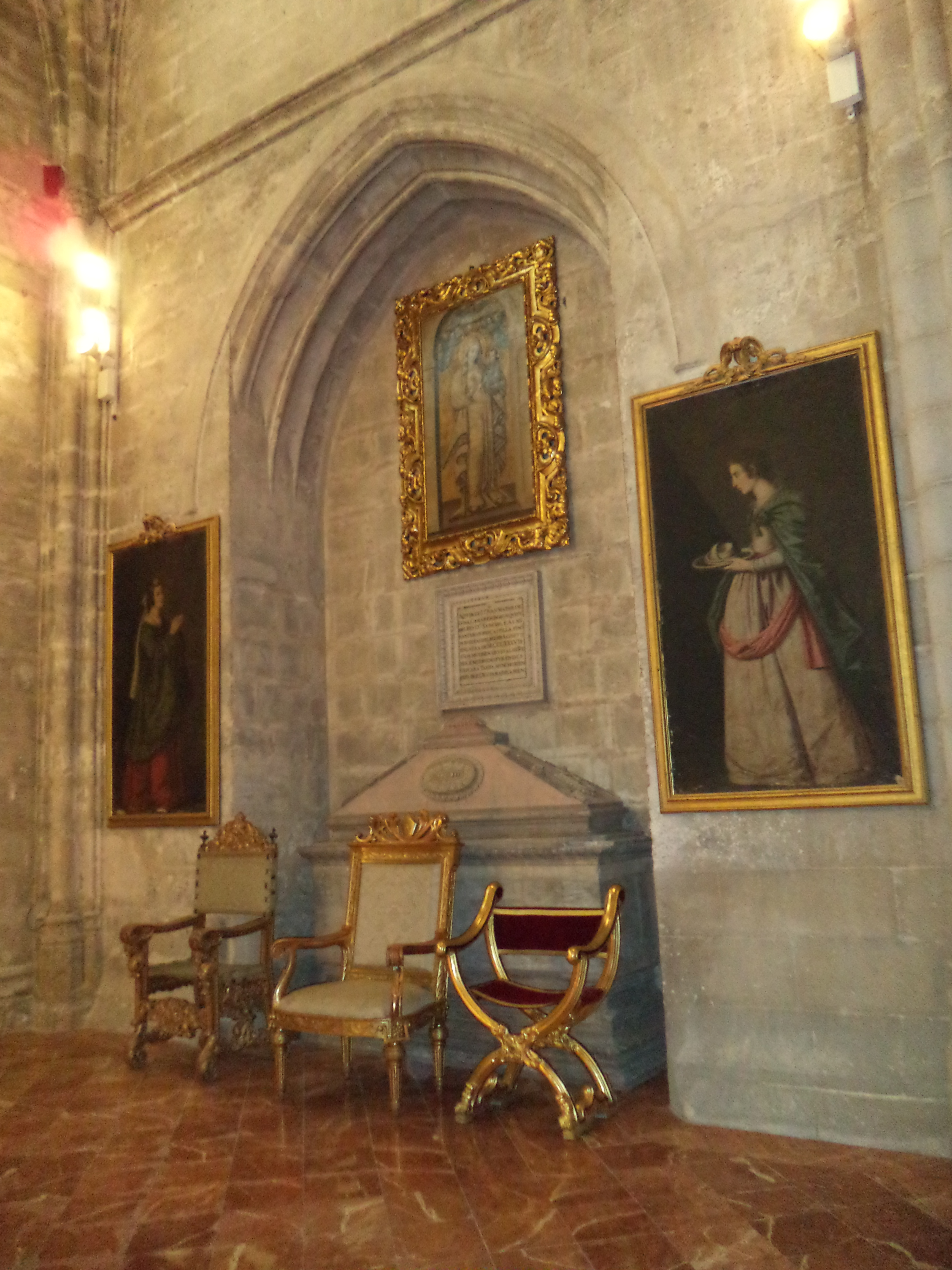
Tumba del almirante castellano Juan Mathé de Luna en la Capilla de San Hermenegildo de la Catedral de Sevilla, desde el.

### Fallecimiento, sepultura y traslado de capilla
El almirante Juan Mathé de Luna fallecería en el año 1299 en la ciudad de Sevilla de la Corona castellana. Originalmente fue enterrado en la capilla de San Mateo de la Catedral de Sevilla pero siglos después fue trasladada su tumba a la capilla de San Hermenegildo.

## Matrimonio y descendencia
El señor feudal Juan Mathé de Luna se había unido en matrimonio con Estefanía Rodríguez de Cevallos, señora de Villalba y del Vado de las Estacas, que era una hija de Ruy González de Cevallos, alcalde mayor de Toledo y adelantado mayor de Murcia, y de su esposa María Fernández de Caviedes, señora de su linaje, de Caviedes, de Lamadrid y del Valle de Valdáliga.
Fruto del enlace entre Juan Mathé de Luna y de Estefanía Rodríguez de Cevallos hubo al menos tres hijos:
- Fernando Matheos de Luna o bien Fernán Mathé de Luna[8] que se casó con Mayor de Mendoza —una hija de Juan Fernández de Mendoza, alcalde mayor de Sevilla durante el reinado de Alfonso X— y fueron padres, que por capitulaciones matrimoniales de los Mendoza de Sevilla llevarían en este apellido toponímico,[8] del futuro alcalde mayor homónimo Juan Fernández de Mendoza, cargo que también tuvo a su vez el nieto de este último, el alcalde mayor Diego Fernández de Mendoza.[2]
- Juan Mathé de Ortega.
- Estafanía Mathé de Luna[3] (n. Sevilla, ca. 1285) que se casó con Alonso Pérez Martel (n. ca. 1280), V señor de Almonaster, un hijo del IV señor Gonzalo Martel de Guzmán y de su esposa Inés de Guzmán, nieto paterno de Gonzalo Pérez Martel, III señor de Almonaster y maestre de la Orden de Santiago, y de su cónyuge María de Guzmán, bisnieto paterno del II señor Pedro Suárez Martel y de su mujer Mayor González de Hoces, y por ende, un tataranieto de Mosén Federico Martel (n. ca. 1200), uno de los conquistadores de Sevilla en 1248 y primer señor feudal de Almonaster, y de María Suárez. Fruto del matrimonio de Estefanía con Alonso Martel nació al menos Gonzalo II Pérez Martel (Sevilla, ca. 1320-ib., 1392), VI señor de Almonaster,[3] veinticuatro de Sevilla en 1370, alcaide del castillo de San Jorge de Triana, recaudador mayor de Rentas Reales de Sevilla en 1390, que se casó con Leonor Ruiz de Peraza para concebir dos hijos, a Leonor Martel y Peraza que se matrimoniaría con Fernán Arias de Saavedra (n. Sevilla, ca. 1340), I señor de Castelar y del Viso[9] —los bisabuelos de Martín Suárez de Toledo Saavedra y tatarabuelos de Beatriz Lasso de Mendoza Luna y Saavedra[10] y de Hernandarias— además de alcalde de Cañete la Real y veinticuatro de Sevilla,[9] y a Alonso II Pérez Martel, VII señor de Almonaster, que se enlazaría con Catalina Rodríguez de Guzmán y serían los tatarabuelos de Gonzalo Martel de la Puente y Guzmán, XI señor de Almonaster.[10]

Una vez viuda Estefanía Rodríguez de Cevallos se unió en segundas nupcias hacia 1301 con Enrique Enríquez el Viejo.